# THE 音楽祭 1991
『Southern All Stars THE 音楽祭 1991』（サザンオールスターズ・ジ・おんがくさい 1991）は、1991年にサザンオールスターズが行った野外ライブツアー。

## 解説
1991年の夏にサザンオールスターズが4か所のスタジアムで10公演を行った野外ライブツアー。30万人を動員した。ほとんどの楽曲がこのツアーでの特別アレンジで演奏された。また、ベース担当の関口和之は体調不良のため不参加となり、代役として根岸孝旨が参加。

## 演奏曲
本記事では基本公式サイトのセットリストを記載している。
1. 逢いたさ見たさ病める My Mind
2. メロディ (Melody)
3. あっという間の夢のTONIGHT
4. 海
5. NEVER FALL IN LOVE AGAIN
6. 夏をあきらめて
7. 当たって砕けろ
8. Bye Bye My Love (U are the one)
9. 恋はお熱く
1991年8月14日公演ほか[3]
10. さよならベイビー
11. いとしのエリー
12. YOU
13. 愛は花のように (Olé!)
14. 悪魔の恋
15. 東京サリーちゃん
16. EMANON
17. かしの樹の下で
18. 悲しみはメリーゴーランド
19. 古戦場で濡れん坊は昭和のHero
20. 稲村ジェーン
21. 花咲く旅路
22. 朝方ムーンライト
22曲目から24曲目まではメドレー形式
23. C調言葉に御用心
24. 思い過ごしも恋のうち
25. Oh! クラウディア
26. 真夏の果実
27. 希望の轍
27曲目からラストの34曲目までメドレー形式
28. ミス・ブランニュー・デイ
29. マチルダBABY
30. みんなのうた
31. フリフリ'65
32. 匂艶(にじいろ) THE NIGHT CLUB
33. 勝手にシンドバッド
34. ネオ・ブラボー!!

アンコール
1. Love Potion No.9
2. 女呼んでブギ
3. Ya Ya (あの時代を忘れない)